# Speed Flying und Speed Riding

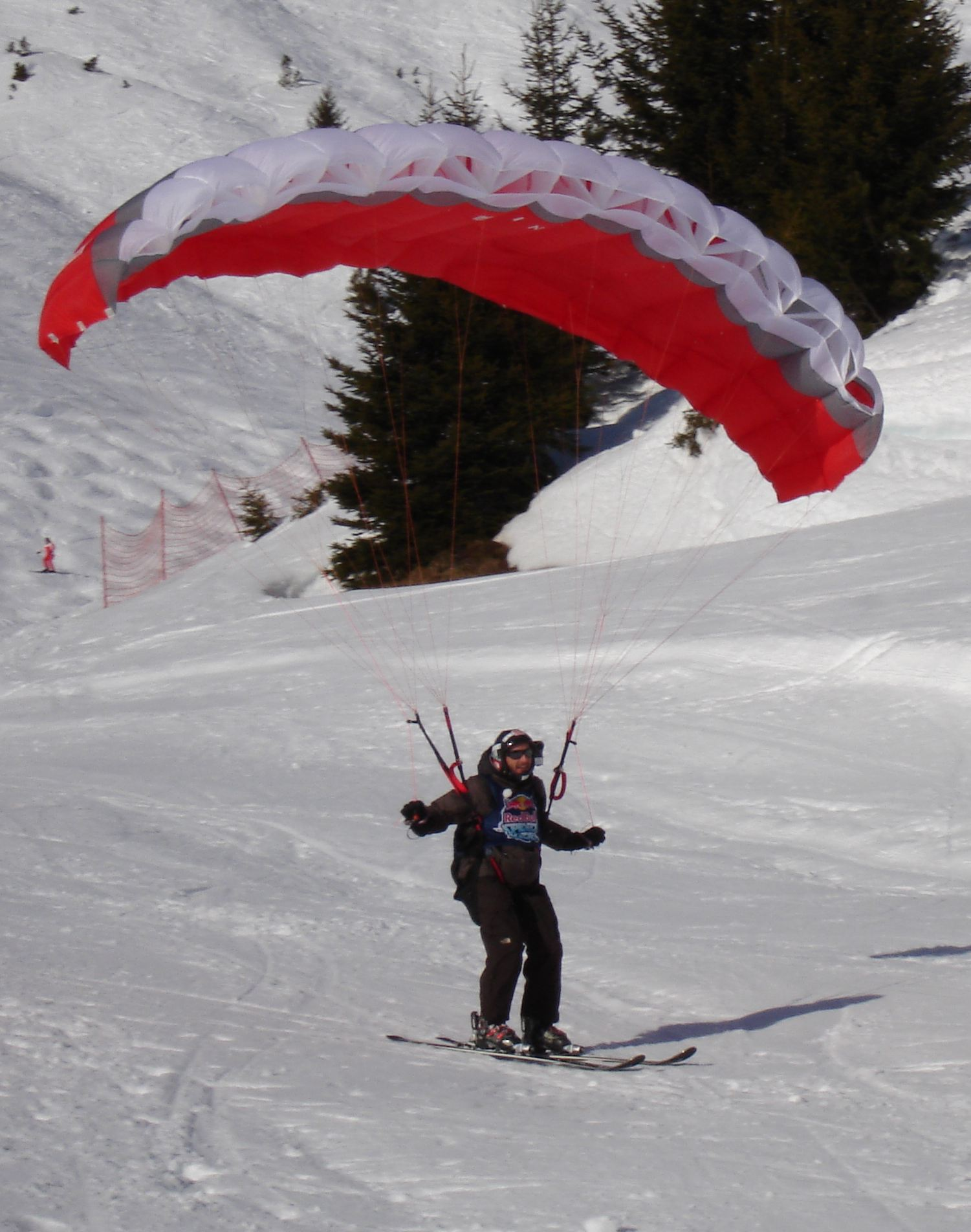
Miterfinder François Bon mit einem Speedriding-Schirm (10 m²-Kappe)

Speed Flying (Speedflying) und Speed Riding (Speedriding) sind zwei abgewandelte Disziplinen des Gleitschirmfliegens, die am Berg (hangabwärts) ausgeübt werden. Beide zählen zu den Extremsportarten. Beim Speed Riding trägt der Pilot Skier und hat zeitweise Bodenkontakte. Speed Flying kann auch ohne Skier praktiziert werden; Bodenkontakte (Zwischenlandungen, bei denen der Pilot läuft, um 'durchzustarten') werden vermieden. Verwendet werden Gleitschirme (Speedwings) mit kleiner Fläche (je größer die Flächenbelastung pro m² Schirmfläche, desto größer sind Mindestgeschwindigkeit, Maximalgeschwindigkeit und Gleitwinkel des Schirms). Die meisten Schirme haben eine Fläche von 8–13 m²; sie erreichen Geschwindigkeiten von 60–100 km/h im Geradeausflug und Geschwindigkeitsspitzen von 150+ km/h in Sturzflugmanövern.

## Einsatzgebiet
Kleine Gleitschirme (Speedwings) wiegen etwa 2 kg. Viele Speed Flying- und Speed Ridingpiloten wandern zu Fuß zu den Orten, an denen sie anschließend starten (Hike and Fly). Sie brauchen relativ steile Startplätze, um der geringen Gleitleistung der Schirme entgegenzuwirken.
Geflogen wird dabei je nach Vorliebe des Piloten in kleinen Hüpfern bis zum nächsten relativ flachen Geländeabschnitt oder in steilem Gelände. Für die erstere Variante ist ein „Fahrwerk“ für die schnelle Bewegung am Boden unverzichtbar. Optimal dafür sind Ski, weshalb diese Variante vor allem auf schneebedecktem Gelände praktiziert wird. Bei starkem Hangaufwind (ca. ab 35 km/h) ist mit einem Speedwing Soaring möglich.
Der besondere Reiz beim Speed Flying und Speed Riding liegt neben der Geschwindigkeit auch an der Präzision des zu steuernden Schirmes. Ein stärkeres Einlenken durch einseitiges Anbremsen erzeugt eine kurvige Luftbahn mit kurzem Höhenverlust, der Geschwindigkeit und Dynamik im Schirm aufbaut. Diese Dynamik kann durch beidseitiges Anbremsen im Anschluss wiederum in Höhe umgewandelt werden. Damit entsteht bei einigen Piloten der Reiz des konturnahen Fliegens (proximity flying), möglichst nah am Hang entlangzufliegen. Diese Art des Speedflyings birgt allerdings Gefahren, da oft thermische Winde oder Böen unterschätzt werden und Unfälle bei diesen Geschwindigkeiten oft schwer sind.
Man kann im Speed Flying ein Wiederaufleben des Bergfliegens der 1980er Jahre sehen.

## Ausbildung
Speed Flying ist eine Luftsportart. Die Tatsache, dass beim Speed Riding viele der Flüge kurz sind und dicht über dem Boden stattfinden, ist nicht von Belang. In Österreich ist zur legalen Ausübung seit 2010 der Paragleiterschein notwendig. In der Schweiz braucht man seit dem 1. Januar 2008 das Gleitschirm-Brevet plus eine Speed Flying-Erweiterung, was eine zusätzliche Ausbildung und Prüfung bei einem Speed Flying-Instruktor voraussetzt. Die Schweizerische Unfallversicherungsanstalt hat im März 2009 das Speed Flying als „absolutes Wagnis“ eingestuft – bei einem Unfall werden die Geldleistungen um 50 % gekürzt.